# 조준현 (축구 선수)
조준현(1989년 9월 26일~)은 대한민국의 축구 선수로서 포지션은 미드필더이다.

## 클럽 경력

### 충주 험멜 축구단
2012년 충주 험멜에 입단하였으며, 2013년 충주 험멜이 K리그 챌린지에 합류함에 따라 프로선수 생활을 시작하게 됐다.

### 제주 유나이티드 FC
2013년 K리그 여름 이적 시장에서 제주 유나이티드로 이적하였다.